# هوغروي كوري
هوغروي كوري (بالإنجليزية: Hughroy Currie)‏ مواليد 9 فبراير 1959، هو ملاكم محترف بريطاني سابق صنّف ضمن فئة الوزن الثقيل.

## إحصائيات
خاض خلال مسيرته 30 نزالا، فاز في 17 وتعادل في 1 وخسر في 11. فاز بالضربة القاضية في 7 نزالات.

## روابط خارجية
- هوغروي كوري على موقع بوكس ريك (الإنجليزية) (registration required)